# 아르민 아를레르트
아르민 알레르토(일본어: アルミン・アルレルト, 독일어: Armin Arlert 아르민 알레르토[*])는 진격의 거인에 등장하는 주인공 중 한 명이다. 835년 11월 3일 시간시나구에서 태어났고 엘런 예거를 7살 때 만난 이후 친구가 되었다. 어릴 적부터 병약하여 동네 불량배들에게 맞고 지냈다.  
예전에 할아버지가 소장하고 있던 금서를 읽고 바다같은 바깥세계에 대한 소망을 가지게 되었다. 엘런 예거와 미카사 아커만과는 어릴 때부터 친했던 소꿉 친구 사이이다. 850년, 시간시나구 전투 이후 거인화 주사를 맞고 거인화해 베르톨트 후버를 잡아먹고 초대형 거인을 계승하였다.

## 정보
아르민 알레르토(22권까지)는 신장 163cm, 몸무게 55kg의 15세 소년이다. 엘런 예거나 미카사 아커만과는 다르게 허약한 체질이며 몸이 너무 말라서 입체기동장치가 더 무거워 보인다는 서술이 있다. 전체적으로 신체가 여성을 닮았다. 머리는 귀 아래까지만 내려오게 자른 노란 단발머리 스타일이고 854년부터는 머리를 짧게 잘랐다. 여성과 닮았다는 이유로 상당수 독자들이 그가 여성이라고 착각하나 실제로는 남성이다. 특이하게도 남성 캐릭터임에도 성우는 여성인 이노우에 마리나이다.
850년 훈련병단을 졸업할 때 성적은 10위권 밖이었으나 필기에서 상위 5위권 안에 든 것으로 나온다. 전술에서 우수한 평가를 받아 A+를 받았다. 이후 그는 몸은 안되도 머리로는 병단을 돕는 모습을 많이 보여줬는데, 특히 3기에서 그 모습이 더 잘 드러난다. 아르민 아를레르트는 시간시나구 전투에서 에르빈 스미스 단장에게 한지 조에와 함께 현장 지휘권을 맡았고, 초대형 거인을 쓰러트릴 비책을 세웠다. 이 계획이 성공해 난공불락의 초대형 거인이 구축되고 아르민은 시간시나구의 영웅으로 불리게 되다.
아르민 아를레르트는 854년(즉 23권 이후로) 머리를 짧게 잘랐다. 키는 엘런 예거나 코니 스프링거와 달리 조금밖에 크지 않았다. 5cm쯤 자랐는데 이를 봤을 때 몸무게도 그대로인듯 하다. 조사병단의 베테랑들 중 리바이 아커만 다음으로 키가 작은 인물이다.

## 작중 행적
벽 안 세상에서는 높으신 분들의 내부 안정정책의 일환으로 바깥에 대한 정보가 금기시되어 있는지라 공공연히 바깥 세상으로 나아가야 한다는 말을 하던 그는 동네 개구쟁이들에게 찍혀서 곧잘 괴롭힘을 당했고, 그것을 엘런과 미카사가 도와주곤 했다.
이후 생산자로서 일하다가 847년 훈련병단에 지원하여 훈련병이 되었다.
104기 훈련병단에서는 필기는 우수하나 실기가 아슬아슬하다는 평가를 받았으며, 졸업시험도 필기가 수석인 덕에 턱걸이로 통과했다고 한다.
846년에 황무지 행군훈련에서 제 1반의 기록 담당을 맡아 훈련했다.
첫 출진에서 동료들이 죽어가는 것을 보고 '왜 난 동료들이 잡아먹히는 걸 가만히 보고있나' 생각하며 굳어 있다가 자신도 거인에게 잡아먹힐 뻔한 것을 엘런이 아슬아슬하게 구해주고 대신 잡아먹히는 것을 눈앞에서 보았다. 정확히 말하면, 엘런이 희생해 거인의 입 속에서 버티고 있을 때 공포에 질려 멘탈붕괴에 빠졌지만 직후에 정신을 차리고 엘런에게 손을 건넸으나 그 순간 바로 거인이 엘런을 잡아먹고 엘런의 팔은 거인의 이빨에 잘려 날아간다. 그 이후 눈물을 흘리며 절규한다. 애니에서는 엘런을 쫓아 제일 앞서 날아가는 와중에 뒤쪽에서 따라오던 동료들이 죄다 당하는 것을 보고 주저앉는 것으로 변경되었다.
이후 정신줄을 놓고 있다가 코니 일행이 도착하자 겨우 정신을 차리고 후위로 물러나지만 이 세계는 처음부터 지옥이었다며 엘런과 미카사에게 도움만 받던 과거를 떠올리며 절망한다. 그러던 도중 이미 하반신이 절단돼 사망한 프란츠에게 소생술을 하고 있는 한나를 보고서 다시 한 번 멘붕하여 정신줄을 놓게 된다. 이후 가스가 모자라 퇴각할 수 없을 때 미카사에게 엘런과 토마스, 미나, 밀리우스, 나크의 사망 소식을 알리고 눈물을 흘리다 "지금은 감상에 젖어 있을 때가 아니야"라고 하는 미카사의 말을 듣고 일단 다시 진정, 미카사가 앞장 서서 보급소로 출격하자 뒤를 따른다.
그러나 격렬하게 기동하며 싸우던 미카사가 가스를 다 써버려 떨어지자 코니와 함께 그리 달려가 자기 가스와 칼날을 바꿔주고 "산 채로 먹히는 것만은 피하고 싶다"며 칼날 하나를 두고 가기를 바라는데, 아르민마저 잃을 수 없었던 미카사가 그를 데려가겠다고 주장하자 당혹하다가 정체불명의 기행종 거인을 본부 쪽으로 유인함으로써 본부 주변의 거인들을 없애 길을 트는 데 큰 공헌을 했다.
본부 내에서도 보급소에 들어온 거인의 유인 및 기습-격파의 책략을 짜냄으로써 본부 내에 진입한 거인들을 처리하는 데 큰 도움을 주어 동료들을 구해낸다.
트로스트구를 침공한 거인들을 마구잡이 학살해 댄 수수께끼의 기행종 거인의 정체가 엘런이라는 것이 알려진 후 미카사와 단둘이서 엘런을 감싼다. 부분 거인화로 위급한 상황을 벗어난 엘런이 다시 거인화하여 탈출하려 하자 아르민은 결국 마지막까지 소꿉친구 둘에게 도움을 받기만 할 뿐 주지는 못하는 대등하지 못한 관계로 남게 될 자신에게 좌절하나, 그것은 최후의 수단일 뿐이고 우선 아르민의 판단력을 믿고 운명을 맡기겠다는 엘런의 말을 듣고 미카사도 동의하자 서로의 굳은 신뢰 관계를 확인하고 결의를 굳히며 앞으로 나선다.
우선 설전으로 시간을 끌다가 그래도 상대가 생각 자체를 회피하는 바람에 막무가내로 살해당할 뻔하지만 아슬아슬하게 남부 최고권자 도트 픽시스 사령관이 도착해 위기를 모면하고, 픽시스와의 대면에서도 엘런의 거인의 힘을 활용한 트로스트구(區) 탈환 작전을 제안하여 즉석에서 승낙을 받아냈다.
이후 조사병단에 정식 입단, 한달 간의 진형훈련을 거쳐 제 57회 벽외 조사에도 동원되었다.
이 벽외 조사에서 나타난 여성형 거인이 그냥 기행종이 아니라 엘런처럼 원래 인간이라는 것과 목적이 엘런이라는 것을 단숨에 간파하고, 여성형 거인이 자신의 얼굴을 확인하고 죽이지 않은 것과 자신의 말에 반응하는 점, 예리한 관찰력으로 확인한 사실 등으로 여성형 거인의 정체를 밝혀내고 그 포획 작전도 제안하여 주역으로 활약하는 등 큰 공헌을 세웠다.
이후에도 한지와 동일하게 거인화한 엘런으로 경질화하는 능력을 이용해 벽의 구멍을 막는 방법을 떠올리고, 거인이 활동할 수 없는 야간에 벽외 작전을 결행하는 작전을 제안하는 등 지략 면에서 돋보이는 활약을 보여준다. 리바이에게 앞으로도 그렇게 계속 한지와 함께 지혜를 짜내라고 지시받는다.
사실 수동적인 경향이 있고 엘런과 미카사에게 열등감을 느끼며 그들의 발목을 잡는다고 생각하기도 했지만 작중에서 그나마 성공했거나 성과가 있는 작전은 모두 아르민의 머리에서 나온 것들이다. 아르민은 한지와 함께 조사병단의 좌뇌, 우뇌라고도 할 수 있을 정도로 명석하다. 의식적으로도 상당히 깨어있다고 할 수 있다. 당장 벽이 부서지기 전까지만 해도 사람들은 벽 안에서 영겁의 평화를 누릴 수 있다고 믿어 의심치 않았는데 아르민은 "100년간 무너지지 않은 벽이 오늘 무너지지 않으리라는 보장은 없다"는 말을 했다. 그리고 그 말을 증명하듯 그 순간 초대형 거인이 나타나 문을 파괴했고 이후 인류의 영역은 월 로제까지 후퇴했다.
원작 43화에서 정체를 드러낸 베르톨트가 거인화하여 증기를 뿜어대고 있는 가운데, 한지의 명령에 따라 마찬가지로 정체를 드러낸 라이너와 교전을 개시한 엘런을 돕기 위해 이동해 엘런을 돕기 위한 전술을 짜내기도 했다. 그러나 45화에서 베르톨트가 떨어져 내려 막대한 데미지를 주어 엘런을 무력화시켜 납치해간 뒤, 깨어난 미카사에게 상황을 설명한 뒤 쓸쓸한 표정을 지으며 우울해하고 있었다. 이때 아르민이 엘런을 평가하며 한 말은 다음과 같다. "듣고 보니 그렇네. 엘런은 옛날부터 혼자 가버렸지. 우리들을 두고서. 본인이 바라든 않든 간에, 언제나 그래. 엘런은 분명 그런 운명으로 태어난 걸거야...." 그러나 한네스의 조언과 결의를 듣고 다시 마음을 추스르고 엘런을 탈환하기 위한 작전에 참가한다.
원작 49화에서는 엘런을 구출하는 과정에서 수많은 희생이 나오는 와중에 '내 목숨과...또 무엇을 버리면 바꿀 수 있을까'라고 자문한 후에 나온 최선을 선택하여 갑옷 거인의 얼굴에 착지, 도발로 베르톨트를 격분시켜 틈을 만들어 엘런을 구하는 데 결정적인 수훈을 세웠다. '애니는 죽지 않도록 세심한 주의를 기울이는 가운데 온갖 방식으로 고문을 당하고 있는데 동료를 놔두고 고향으로 돌아갈 거냐?'라고 도발했다. 베르톨트만이 아니라, 아르민이 허튼 소리를 잘 하지 않는다는 점 때문에 그 소리를 진담으로 받아들인 라이너와 엘런도 크게 놀란 표정을 지었다. 그리고 이 말을 들은 베르톨트는 '이 악마의 후예들!'이라며 격분한다. 그리고 아르민의 굉장히 야비해 보이는 표정이 압권이다. 이 장면은 원래 작가가 그렸다가 실수라고 생각되어 수정한 표정이다.
50화에서 장과 함께 엘런을 구하려고 했으나 갑옷거인이 던진 거인에 장이 말에서 낙마해 기절하자 거인에게 사로잡혀 먹힐 위기 속에서도 장을 나뭇가지로 지키려 했다. 다행히도 엘런이 거인을 조종하는 시조의 거인의 힘을 각성하면서 장을 데리고 도망치는데 성공한다.
이후 51화에 월 로제의 방벽 위로 올라온 후 패닉 상태가 된 엘런에게 거인을 조종하는 능력을 언급한다.
그 뒤 신 리바이반에 편입, 신 리바이반의 임무가 엘런과 히스토리아를 지키는 중요한 임무라는 것을 알고 있지만 경험있고 숙달된 병사들이 아닌 자기들 같은 신병인지 의문을 품고 있다. 이는 엘런의 관찰자이자 감독관인 리바이가 최근 계속해서 엘런이 여성형 거인, 5년 만에 재출현한 초대형 거인, 갑옷 거인 같은 외부 세력에 의해 노려지자 엘런이 정신적으로 위기를 딛고 성장할 만한 혹독하고 필사적인 환경이 필요하다고 판단했기 때문이다.
엘런의 절친한 소꿉친구들이자 같은 기수이면서 동고동락을 해 온 둘도 없는 친구들인데 구 리바이 반원들이었던 선배들이 몰살당한 상황을 목격한 엘런으로서는 결코 가만히 있지 않을 것이며 악착 같이 분발할 것이기 때문이다. 그리고 이 같은 리바이의 혹독한 교육 방침이 효과적으로 먹혀들어 108화에서도 "너흰 모두 내게 있어 무엇과 바꿀 수 없는 소중한 친구들인걸"이라고 말한 것으로 엘런이 동료들을 얼마나 아끼고 지키고 싶어하는지를 증명해 냈다.
52화에서는 그동안 밝혀진 정보를 토대로 기존의 월 마리아 탈환 작전을 구상했다. 입안한 작전이 엘런의 거인화 경질화 능력을 이용해 구멍이 난 방벽을 메꾸는 방식으로, 그동안 조사병단이 구축해 놓은 월 마리아 내에 있는 보급시설을 포기하는 것과 동시에 부피가 큰 말수레로 천천히 이동할 필요가 없는 방식으로 채 하루도 안 돼 시간시나구까지 탈환할 수 있는 작전이었다. 문제는 본인 또한 거의 현실성이 없는 미친 짓이라고 생각하였으며 작전 자체도 거인이 밤에 움직이지 못한다는 가정 하에서 실행하는 것이라 엄청난 위험 부담을 안고 가는 작전이라는 점이다.
실제 58화에서 장이 적을 총으로 쏘지 못하고 망설이다 되려 적에게 당할 판국이었는데 이때 아르민은 망토 안에 손을 넣고 몸을 돌리고 있었다. 이 때문에 아르민에 의해 적병이 죽는 거 아니냐는 예측이 나왔는데, 과연 59화에서 그 예측대로 아르민이 적병을 사살해 죽였다. 창졸간에 전혀 망설임 없이 총을 쏘고, 살인 직후에도 충격에 빠지지 않고 서둘러 말을 몰아 도주하며, 상황 종료 후에야 멘붕에 빠지는 등 굉장히 냉정하고 합리적인 행동을 보여준다. 아무래도 최초의 살인이었기 때문에 다소 후유증을 겪었다. 혼자서 구토를 하고, 구토 후 오열하던 자신을 달래주러 온 미카사에게 "미카사도 이랬어?"라며 그의 전과를 들추는 발언을 했다가 곧바로 미안하다는 말을 연발하며 우는 등 정신적으로 상당히 불안정한 모습을 보인다.
후에 자신이 죽인 헌병이 장을 죽이는 것을 망설였음을 깨닫고 그 사람은 틀림없이 좋은 사람이었다, 나 같은 것보다 훨씬 인간적인 사람이었다라며 멘붕 상태에 빠지는 등 고통스러워 했고, 리바이 병장이 네가 그렇게 하지 않았으면 장은 이 자리에 없었을 것이고, 넌 똑똑하며 네가 손을 더럽혀준 덕에 우린 살았다며 격려함에도 불구하고 온화하고 부드럽던 이전의 모습에 비해 경직되고 가라앉은 분위기를 유지한다. 어릴 때부터 이미 살인을 지은 경험과 타고난 바탕으로 심지가 굳건한 두 소꿉친구들인 엘런과 미카사에 비해 인간적이고 연약한 성격임을 나타내는 모습이다.
그 후 헌병단의 수색조로 찾아온 2인조를 유인하는 역할을 맡았다. 59화 말미에 리바이가 로드 레이스의 저택에 침입하려는 듯한 준비를 하는 장면에서는 모습을 보이지 않았는데, 사실 그는 마차에 남아 있었다. 리바이반이 건물 내의 중앙헌병들의 팔다리를 공격하는 무쌍을 펼칠 때, 그의 전투력으로는 끼기 어려운 전장이기도 했고 마차를 지킬 사람도 필요해서 남겨 둔 것으로 추측된다.
59화의 살인 경험 이후로 이전의 풍부하던 표정은 사라지고, 자신들이 죽어야 할지도 모른다는 위협에 미카사를 포함한 모든 동기들이 긴장하는 가운데서도 별다른 반응을 보이지 않은 채 침울한 얼굴을 계속 유지한다. 몇 화 전까지의 아르민과는 아주 남인 것 같지만, 눈치가 빠르고 상냥한 본래의 성품을 잃은 것은 아닌 듯 하다. 동기들이 사람을 공격했다는 말을 듣자 걱정스러운 표정을 지으며 주위를 살폈고, 그 중 손을 떨며 땀을 흘리던 장을 홀로 알아채기도 하는 행동은 살인 전의 아르민과 다를 게 없다. 다만 아르민 본인이 가장 정신이 없는 상태인 것도 있고, 바로 뒤에선 상관이 적을 피떡이 되도록 두들겨 패고 있는 상황인지라 그를 보살피지는 못했다
61화에서는 한지와 마를로, 히치가 승전 소식을 가져오자 격한 감정을 내보이며 안도의 눈물을 흘렸다. 그런 아르민을 본 미카사가 그의 어깨를 감싸며 흐뭇하게 미소지을 정도로 오랜만에 살인 이전의 순진한 모습을 비친 것. 한지가 엘런과 히스토리아가 있는 것으로 추정되는 장소가 있다는 말을 듣자 비장한 표정을 보이기도 했다.
62화에서 역시 마차를 모는 역을 맡았는데, 벽외조사에서도 벽내작전에서도 그에게 말을 다루는 역을 맡기는 걸 보면 히스토리아처럼 짐승을 잘 다루는 듯. 마차 뒤에서 한지가 리바이반에게 '거인화 능력자를 잡아먹으면 그 능력을 물려받게 된다'는 가설을 들려주며 엘런이 잡아먹힐지도 모르니 그를 구출해야 한다는 것을 설명하자, 다른 사람들은 모두 알겠습니다!라고만 하는 중 홀로 그 말이 정말이라면, 엘런은 언제 어떻게 거인이 되어...누구를 먹고 능력을 얻은 걸까...라며 엘런 역시 누군가를 먹었음을 추리해낸다. 그리고 엘런은 자신의 친아버지 그리샤 예거를 먹었다.
이후 히스토리아와 엘런 탈환 작전에서도 두뇌파의 면모를 보인다. 대인 입체기동장치의 약점을 파악해내고, 연막과 신호탄으로 적을 교란시키는 작전을 구상하는 등. 결과는 대성공. 아르민 본인은 최전선에 나서지 않고 후방 지원 및 엄호를 맡았으며, 홀로 부상당한 한지를 지키다가 상황 종료 후 지상으로 나오려 하는 엘런과 미카사를 보고 미소를 띄며 엘런에게 손을 내민다. 엘런이 자신에게 내밀던 손을 거부하며 엘런에게 자신이 짐이라고 생각하던 어린시절과 비교하면 상당한 내적 성장이라 할 수 있다.
엘런 역시 그 점을 느낀 듯, 아르민을 응시하다가 강하게 마주잡는다. 그리고 엘런에게 상황 설명을 하며 로드 거인이 땅 밖으로 기어나올 때를 세상의 종말을 보는 것 같았다고 묘사한다. 이후 로드 거인을 제압하는 작전에 참여. 자신감을 잃다가 벽 아래에서 방벽 위를 쳐다보고 있는 아이들을 보고 마치 우리들 같다는 엘런의 말에 지금은 다르다면 그때는 싸우려는 병사들이 없었으나, 지금은 싸우려는 병사들이 있다는 것과 자신들이 그 병사들이라는 말을 한다.
70화에서는 식당에서 거인의 정체가 인간이라는 사실을 알 때를 회상한 엘런의 거인들이 '"악몽 속에서 살고 있는 사람들이라면..."이라는 말에 벽 밖에 있는 것은 그것뿐이 아니라며 미소를 지었다. 아르민의 그 말과 표정에 엘런은 놀라며 무언가 말을 하려 했지만, 장이 말을 돌려 무마되었다.
72화에서, 장과 싸움을 하다가 리바이에게 걷어차여 쓰러진 엘런을 부축해 옮긴 후 그래도 기운을 차린 것 같다며 상냥한 미소를 띄운다. 엘런의 "사람이 저마다 서로 다른 건 아마 이럴 때를 위한 거겠지"라는 말에 어린시절 타인과 다르다는 이유로 괴롭힘당했던 트라우마를 극복한 듯 자신을 향해 웃는 엘런에게 마주 웃어보이며 분명 그럴 거라 답하기도 한다.
이후 그동안 자신이 해야만 하는 일에 휩쓸려 자신의 욕구는 무시하고 있던 엘런이 바깥 세계로 가자는 약속을 잊어버린 듯한 반응을 보이자 무언가를 알아챈 표정을 지은 후 과장된 말투와 몸짓으로 엘런에게 약속을 상기시켜 준다.
73화에서는 임무에 실패하는 것을 두려워하여 손을 떨던 에런에게 자신같은 사람은 엘런과 친구들이 먹히던 도중에조차 몸이 움직이지 않았다며 엘런이 자기를 대신해 죽었던 것은 있어서는 안 되었을 일이었다고 말하며 어떻게 자신을 구할 수 있었는지를 묻자, 엘런에게서 "그때 너의 눈을 보기 전까지는 내가 자유롭지 못하다는 것을 몰랐었다. 그것을 알고 나자 용서할 수 없다고 생각했다. 나는 자유를 되찾기 위해서는 힘이 솟아난다"라는 고백을 받았다.
이후 진정을 되찾은 엘런에게서 아마 내년 이맘때쯤 우리는 바다를 보고 있을 거야라는 말을 듣고 기쁜 듯 홍조를 띄며 미소를 지었다. 사실상 주인공인 엘런이 자유를 갈망하고 거인을 증오하도록 만든 시발점이 바로 아르민이라 할 수 있다. 심지어 아르민의 이야기를 듣기 전의 에런은 눈에 힘이 하나도 없는 맹한 모습인데, 엘런의 호전적이고 저돌적인 현재의 성격을 형성시킨 인물 역시 아르민일 가능성마저 엿보인다.
74화에서는 라이너와 베르톨트의 흔적을 추적하던 중 커피로 추정되는 액체가 담겼던 컵을 보며 '무슨 음료지?'라고 생각한다. 이는 벽 안에는 커피 문화가 존재하지 않지만 전사들은 커피를 마신다는 떡밥인데, 거인이 남쪽에서 온다는 설정과 일맥상통. 이후 엘빈의 명령에 따라 라이너와 베르톨트를 찾기 위해 병사들을 지휘하게 되는데 사실상 지휘가 아니라 부탁을 하고 있다. 아무래도 나이가 어린만큼 엘빈에 비해 카리스마와 통솔력이 바닥인 점은 어쩔 수 없는 듯.
그렇지만 벽 안을 찾아야 한다는 의견을 감으로 내놓았을 때 반발하는 부하들을 엘빈의 병사의 원리원칙을 지키라는 말에 병사들에게 부탁이 아닌 명령을 내리는 모습을 보이기도 한다. 적이 벽 안에 숨어있으리란 것을 예측하는 데 성공하여 라이너를 벽 밖으로 끄집어낸다.
이후 갑옷거인을 상대하는 작전에 함께하였고, 라이너가 사망했다고 생각했을 땐 눈물을 보이며 교섭할 수 있는 여지가 없었다고 중얼거린다. 하지만 라이너는 죽지 않았고, 비명을 질러 베르톨트에게 원조를 요청하는데 그를 본 한지반이 라이너를 처리하려는 것을 막으며 베르톨트를 피하라고 소리친다.
78화에서는 베르톨트에게 시간끌기 겸 해서 대화를 요청했으나 라이너의 상황에 눈이 돌아간 베르톨트는 말도 안 되는 조건을 내세우며 아르민을 이용해 자신의 결심을 재확인했고, 아르민은 이후 미카사의 기습으로 사지에서 벗어나 엘런 일행에게로 돌아간다.
그러나 선배들 전원이 몰살된 상황에서 갑작스레 맡게 된 반의 지휘에 멘붕하여 평소라면 놓치지 않았을 작전의 맹점을 쟝에게 지적당한 후 지금으로선 장이 자신보다 더 잘 해낼 수 있을 거라고 생각해 장에게 지휘권을 양도했고, 상황의 타개책을 찾는 역을 맡지만 거인화한 형태를 취한 엘런과 뇌창을 장비했던 미카사를 비롯한 반의 전원이 초대형에게 조금의 타격도 주지 못한 채 나가떨어진 데다 갑옷 거인까지 부활해버리는 위기에 봉착한다.
81화에서는 마침내 계책이 생각났다며 절망에 빠진 쟝과 미카사를 일으켜세우고 자신과 엘런이 초대형을 막아서겠다며 웃어보인다.
사실 그 계책이란 것이 본인의 목숨을 담보로 삼아 희생하는 전략이다. 그들과 떨어지자 손을 떨면서 만약 이 작전이 성공한다면...난...아마...바다를 볼 수 없을 거야라고 독백하지만 바깥 세상을 생각하면 용기가 생긴다면서 미소를 띄우고 쓰러진 엘런을 깨우기 시작한다. 엘런을 깨워 작전을 설명한 아르민은 베르톨트를 기만하기 위해 진격을 벽 아래로 떨어뜨리는 연기를 하게하고 혼자 초대형 거인에게 덤벼든다.
그가 생각한 작전은 초대형 거인의 증기 분출은 근육소모의 결과이므로 이빨 같은 뼈에 앵커를 박으면 뼈는 연소되지 않을 테니 매달려서 버틸 수 있다는 것. 그동안 초대형 거인의 높은 시야 때문에 아래에 떨어진 엘런의 상태는 자세히 보이지 않는데 이 사이에 에런은 경화하여 쓰러져 있는 모습의 허수아비를 만들고 본인은 거인체에서 빠져나와 초대형 거인의 목덜미를 노리는 것이다.
하지만 그동안 뜨거운 증기를 몸으로 버텨야하므로 엘런의 경화 후 빠져나오는 시간이 변수인데 자신이 할 수 있는 최대한의 시간을 버틴다. 이 장면에서 베르톨트의 시선에 살짝 비치는 엘런의 거인을 보면 어느 정도 경화작업을 완료한 걸로 보이는데 그 이후에도 엘런에 시간을 벌어주기 위해 초대형 거인의 열기를 마지막까지 몸으로 받아내는 모습이 가히 비장하다. 결국 온 몸이 불타면서 바닥으로 추락. 떨어지기 직전 자신이 버릴 수 있는 것은 이제 이것(자신의 목숨)밖에 남지 않았으며, 엘런이라면 반드시 바다를 보아줄 것이라고 독백한다.
다시 현재로 돌아와서, 꼼짝 없이 죽은 듯 누워 있다가 엘런이 리바이에게 가스를 전달하려던 타이밍에 작은 기침소리를 낸다. 짐승거인을 쫓아 리바이 병장도 등장하게 되는데 그에게 거인화 약물이 든 주사가 있다는 것이 밝혀졌고, 베르톨트가 있으니 아르민을 살릴 수 있을 것 같았지만, 거의 빈사 상태의 엘빈을 부축한 프록의 등장으로 아르민의 구제는 불투명한 상황. 약물주사가 1개이므로 둘 중 한 명의 목숨만 구제할 수 있다.
하지만 마지막에 주사를 맞은 건 아르민이었다. 무지성 거인이 된 아르민은 베르톨트를 먹고, 상처 하나 없는 모습으로 돌아와 친구들의 품에 안긴다.
85화에서 초대형 거인 상태의 베르톨트가 울면서 자신을 쳐다보는 꿈을 꾼다. 그 이후 정신을 차리고, 자신이 기절한 사이에 작전이 성공해서 월 마리아는 탈환했지만 조사병단의 9할이 전멸하고, 단장 대신 자신이 베르톨트를 먹고 거인이 되었다는 사실을 알게 된다. 아르민은 엘런 일행에게 어째서 단장이 아니라 자신을 살린 것인지 질문한다. 리바이가 최종적으로는 자신이 엘빈의 무덤을 이곳으로 정하고 널 구한 것이라고 답변해주지만, 결과적으로 에르빈의 생명과 거인의 힘을 업었으니 앞으로 더욱 기여하는 것을 기대한다는 한지의 말에 고뇌에 가득 찬 얼굴로 자신이 단장을 대신해야 하냐며 절망하는 것에 가까운 표정을 짓는다.
이후 누구도 후회하게 만들지 않는 것이 너의 소명이라는 리바이의 말에 움츠러들고 마음을 단단히 먹는 수밖에 없다는 한지의 발언에 알겠다고 대답은 하지만 여전히 눈동자가 죽어있는 상태.
88화에서 엘런이 말하는 기억을 받아적으면서 아홉 거인을 계승한 자는 13년이 지나면 죽게 된다는 것을 알게 된다. 자신은 앞으로 13년, 엘런은 8년간 시한부 인생을 살게 될 거라는 걸 자신의 입으로 말하면서도 의외로 약간 놀란 표정만 짓고 있다.
90화에서 의식에 참여하러 갔다가 프록으로부터 정곡을 찌르는 발언을 듣고, 반격하려는 엘런을 말리며 프록의 말이 맞다고 한다. 아직도 죄책감과 부담감에 시달리고 있는 듯. 이에 엘런이 설득을 하려 했지만 의식이 시작되는 바람에 중단된다.
그리고 1년 뒤인 851년, 6년 만에 나간 벽 바깥에서 엘디아 인들을 거인화시키는 제방을 발견하다가 더 먼 길을 따라간 그곳에 드디어 보고 싶었던 바다와 마주하게 된다. 동화책으로만 보고, 꿈으로만 볼 수 있던 바다와 마침내 마주친 아르민은 크게 기뻐하며 친구들과 함께 인생 처음으로 물놀이를 즐기고, 제도 모를 흥분에 넘쳐 얼굴을 붉히는 미카사를 보며 환한 미소를 짓는다. 이때 아르민은 바다에 살아가는 또 다른 생명인 소라고둥을 발견한다. 소라고둥을 발견하고서 눈에 신기한 빛을 내는데 106화에 따르면 4년 후에도 줄곧 보관하고 있었다.
93화에선 초대형 거인의 모습으로 등장했다. 진짜로 나온 것은 아니지만 마레에서 열띤 토론이 벌어지던 중 지크의 추론으로 초대형 거인의 능력을 빼앗겼다는 말과 함께 32척의 배가 돌아오지 않았다는 언급 중 잠시 등장했다. 초대형 거인의 실루엣은 거의 변한 것이 없어보이는데 초대형 거인자체가 원체 커서 피부와 머리카락이 형성되지 못한 점 땜에 차이가 없어보이는 듯하다.
머리 스타일이 3년 전과 비교했을 때 상대적으로 짧은 우리 레이스를 연상시키는 숏컷이 됐다. 103화에서 마레 군함이 정박해 있던 항구에서 재등장. 어선에 홀로 앉아 있다가 레벨리오구로 착항하려는 군함 내 수병의 외침에 후드를 벗으며 모습을 드러낸다. 그리고 초대형 거인으로 거인화해 항구에 있던 마레 군함들과 바다, 레벨리오 일부 지역을 초토화시켜버렸다. 애니에선 아예 구덩이가 크게 파여있고 아르민이 작정하고 폭발을 시켜버려 레벨리오 민간인들이 잔해에 깔려 죽어있고 용암지대처럼 구덩이가 붉게 변하고 불꽃이 흩날리고 있다.
《108화: 정론 (正論)》에서 미카사, 장, 코니 넷이서 104기 조사병단 원년 멤버들끼리 심각한 표정을 지으며 회의를 한다.
약 10개월 전부터 눈 깜짝할 새에 동료들에게 통보도 없이 지크 예거의 계획에 찬성 의사를 밝히고 마레로 떠나 버린 엘런의 단독 행동과 범죄 때문에 전례 없는 혼란을 느낀다. 코니는 엘런이 사샤의 죽음을 듣고도 웃음을 터트리는 모습을 보고 완전히 분노와 증오, 실망, 배신감으로 이를 단단히 갈고 있었다.
심지어 엘런이 정말로 어머니와 마을 사람들을 살해한 원수 지크의 동조자라면 배신자로 간주하고 죽여야 한다고 주장한다. 이에 미카사는 반발하며 코니에게 겉으로는 저래도 마음 한 편으로 우리를 믿고 소중히 여기고 있다고 주장해 코니와 대립 양상을 띤다. 그리고 장은 엘런의 현재 행동을 '늘 동료애가 강하고 소중히 여겼던 녀석이 우리들을 적지로 유인시키고 아르민더러 항구를 전멸시킬 것을 유도했다.'고 냉정하게 판단하며 더 이상 우리가 알던 엘런인지 의문을 품는 회의적인 입장을 취한다. 친구들의 갈등 사이에서 소꿉친구들인 자신과 미카사가 총통의 허가를 받아 내 엘런과 대화하여 그의 진의가 무엇인지 확인해 보겠다며 동료들을 중재한다. 그리고 다이나 프리츠와 엘런의 접촉 경험을 토대로 생각해 둔 시조의 거인의 좌표 조작 능력에 대한 한 가지 가설과 엘런을 어떻게 처리할지를 제시한다. 프리츠 왕가의 피는 시조의 거인의 힘을 발동시키는 촉매에 지나지 않는다. 고로, 지크는 좌표를 다룰 수 없으며 능력 사용의 최종 결정권은 계승자인 엘런이 쥐고 있을 것이다. 둘이 접촉해도 엘런이 지크의 편만 아니면 지크의 계획이 실현되는 걸 막을 수 있다. 단, 끝까지 지크의 편이면 주저 없이 엘런의 아홉 거인들을 가장 다루기 쉬운 에르디아 인에게 계승한다. 사실상 엘런을 버리자는 후자의 말에 미카사와 장, 심지어 엘런을 죽일 각오를 해야할지도 모른다고 주장한 코니조차 경악하고 미카사는 아직 수명이 4년 남았다며 항의하지만 그러니까 엘런이 우리의 편이라고 대화를 통해 증명하면 된다고 말한다.
레벨리오 전투 이후 1개월이 지난 시점에 《110화: 거짓 (偽り物) 》에서 또 다시 병단 본부의 지하실로 찾아가 수정체를 만져보려고 하다가 때마침 애니를 보러 온 히치에게 딱 걸려 제지당하자 홍조까지 띄우면서 오해라고 흥분한다. 본인의 말로는 계승자끼리 접촉을 하면 유용한 기억이나 정보를 얻을 수 있을까 하는 심산으로 접촉해 본거지 절대 엉큼한 생각을 한 건 아니라며 허둥지둥 하는 모습을 보였다. 히치에게 제발 입장 금지만은 하지 말하달라고 애원 하는 건 덤. 그 뒤 지하실을 나간 후에는 히치가 전달한 오늘자 신문을 읽으며 엘런의 감금 조치가 발각된 이래 병단을 향한 수많은 언론사와 시민들의 여론이 급격히 나빠졌다는 걸 알게 된다.
그리고 예정대로 미카사와 함께 총통에게 엘런과 대화할 기회를 얻고자 둘이서 본부로 입장하던 도중 본인의 후배들인 조사병단 신병들이 주위를 살피며 본부를 슬그머니 빠져 나가는 수상한 장면을 포착한다. 얼마 안 가 히치가 볼 일이 생겨 헤어진 다음 미카사와 둘이서 총통과 면회하여 엘런과 면회해 줄 것을 사정하지만 총통은 의용병단이 자신의 정권을 크게 침해하고 엘런은 이미 완벽히 지크의 꼭두각시가 되었다고 판단해 그를 버리고 다른 이에게 계승시키려고 확정한 상태라 둘을 돌려 보낸다. 아르민은 총통의 의중을 어느 정도 어림짐작하고 총통의 조치에 항의하려는 미카사에게 군율을 위반해서는 안 된다고 말리는 그 순간, 특주 의자에 설치된 시한폭탄이 터지고 본인도 그 폭발에 휘말리기 직전 미카사에게 구해진다.
직후 이미 본부의 정문 밖에서 엘런의 석방을 요구하다가 추락하는 총통의 시체를 보고 의지가 더욱 고양되어 병단의 구호인 "심장을 바쳐라!"고 소리 지르는 민중의 모습에 경악한다. 긴급 대책 회의 때 본부를 빠져 나간 조사병들을 기억하며 그들이 총통실에 특주 의자를 옮겨 놓은 주범들이라고 추리해 냈지만 되려 그 때문에 나일 도크와 로그, 다른 병사들에 의해 사태의 공모자가 아니냐는 혐의까지 받게 된다.
근데 그것도 잠시, 또 다시 청천벽력 같은 소식이 터지는데 기어이 엘런이 전퇴의 거인의 경질화 능력으로 벽을 뚫고 탈출해 구멍을 수정체로 막아 버린 다음 추종자들을 데리고 탈옥하고야 말았다. 아르민은 미카사와 더불어 10년 지기 소꿉친구로서 엘런을 끝까지 믿고 대화까지 동원했지만 그들의 입장에서는 엘런이 먼저 병단을 배신하고 뛰쳐나간 격이다. 결국, 한지와 오니안코폰, 미카사와 엘런을 쫓다가 여전히 충격을 극복하지 못한 미카사를 위로해 준다.
《 111화: 숲 속의 아이들(森の子ら) ~ 112화: 무지(無知) 》에서 한지와 미카사, 사샤가 죽은 후 남겨진 104기 동료들인 장과 코니와 함께 베일에 싸인 지크의 진짜 목적을 알아 내고자 본격적인 수사에 돌입한다. 단서를 얻으려고 지크의 최측근 옐레나의 후원을 받은 마레인 포로 요리사 니콜로의 레스토랑을 수사하다가 사샤를 죽인 마레의 소년병 가비 브라운과 재회한다. 사샤를 죽인 일 때문에 가비가 니콜로와 카야에게 살해당할 뻔하자 지키기 위해 미카사와 함께 옆 방으로 데려 가서 보호한다.
가비가 "니네들 친구를 죽인 나를 왜 죽이지 않고 살려 두는 건데? 날 죽여도 상관 없지만 팔코는 죽이지 말고 살려줘."라고 혼란스러워 하자 죽이지 않는다고 안심시켜 준다. '죽인다', '죽였어.'라는 말을 반복하는 가비의 말투를 두고 "널 보고 있으면 누군가가 떠올라."라고 얘기하며 착잡한 표정으로 엘런을 떠올린다. 그 순간 당사자인 엘런이 제 발로 문을 열고 방 안으로 들어 오자 놀란 표정을 짓지만 이내 손에 선명히 난 핏자국을 보여 주며 협박하는 엘런에 의해 가비와 미카사 셋이서 테이블에 모여 앉는다. 무거운 분위기 속에 회의를 시작한 가운데 레스토랑은 예거파에게 점거당한 상황.
당황했지만 이를 대화와 이해의 기회로 여겨 진심으로 환영한다. 하지만 대화는 아르민의 의도와 달리 분위기만 꼬여 갔다. 아르민은 넌 지크에게 조종당하고 있다고 설득하려 하지만 요즘 계속 애니가 있는 지하실로 찾아 간다는 걸 빌미 잡혀 너야말로 적인 베르톨트에게 조종당하는 게 아니냐는 엘런의 반격에 얼굴이 굳는다. 거기다 엘런이 미카사의 부계 가문 아커만 가문의 허위사실까지 고백하며 미카사까지 노예, 가축이라고 인신공격을 하자 참다 못해 그만 하라고 외치지만 "난 단 한 순간도 미카사, 너를 좋아한 적이 없다. 널 정말 싫어했다."고 말하고 미카사는 눈물을 흘리고 만다. 분노한 아르민은 미카사를 상처 입히지 말라며 공격 태세를 취하자 곧바로 자신도 모르게 본능에 겨워진 미카사에 의해 제압당하나 테이블을 전복시켜서라도 미카사에게 벗어나 작중 처음으로 엘런의 안면에 주먹질을 한다. 이제껏 없었던 1 vs 1 몸싸움을 시작한 지 몇 초도 지나지 않아 자신이 날린 주먹질 몇 배로 구타당하고 배에 니킥까지 정통으로 맞아 심한 부상을 입는다.
간신히 일어서서 미카사의 부축을 받는 동안 꿋꿋하게 "미카사에게 상처를 주는 것이 너의 자유였냐"는 일침을 날리며 쓰레기에게 사로잡힌 노예라고 일갈한다. 이에 맞서 엘런은 누가 노예냐고 맞받아치며 이를 악문다. 그리고 가비와 팔코, 미카사, 장, 코니, 한지, 사샤의 가족들, 니콜로와 함께 엘런에 의해 마차에 이송된다
《 113화: 포악 (暴悪) 》에서 아직도 충격을 극복하지 못한 건지 얼굴조차 보이지 않는 미카사, 장, 코니, 사샤의 가족들, 니콜로와 함께 침통한 표정을 지으며 시간시나 구 병단 지부의 감옥에 연금된 모습으로 등장한다.
《 116화: 천지 (天地) 》에서 104기 조사병단 일행과 블라우스 가문과 함께 니콜로가 대접해 준 홍차를 마시며 감옥에서 무료한 시간을 보내고 있는 모습이 확인. 112화 당시의 사건들로 인한 상처를 크게 받아서인지 무기력한 표정을 짓고 있다. 탈출 계획을 꾸미는 코니는 초대형 거인의 힘으로 영창에서 빠져 나갈 수 있을까 하고 물어 보지만 초대형 거인을 불렀다가는 이 일대가 폭발에 날아갈 것이고 초대형은 엘런처럼 그런 복잡한 잔재주는 불가능하다고 말한다. 한 편, 장이 무슨 일로 엘런과 싸우다 크게 맞았으며 미카사에게 무슨 말로 상처를 입혔는지 경위를 알려 달라고 해서 말해 주려다가 미카사가 이제 정리했으니까 됐다며 다급히 만류하면서 얘기는 그만둔다.
《117화: 단죄(断罪)》에서 지하 감옥까지 수수께끼의 땅울림이 퍼지자 의문을 품기만 하는 다른 이들과 다르게 냉철한 상황 판단력으로 거인들의 전투가 시작되었다는 걸 곧바로 알아 낸다.
《118화: 유인 작전(騙し討ち)》에서 오니안코폰이 감옥 문을 열어주고 마레군이 비행선으로 공격해왔다며 다같이 엘런을 원호하자고 한다. 이에 코니가 배신자 주제에 따를 것 같냐고 분노하자 오니안코폰은 자신은 아무것도 몰랐다며 항변하고, 아르민은 오니안코폰이 지크의 사상과는 반대되는 자세를 보여줘왔다며 이를 믿어준다. 그리고 장의 힌트와 옐레나와 지크의 진의를 토대로 엘런의 진의를 추리하게 된 아르민이 "엘런은 지크의 안락사 계획에 동의하지 않으며 단지 본인만의 독자적인 계획을 수월하게 하기 위해 최대한 동조자처럼 보이려고 연기하는 중이다. 지크의 진의야 내용이 어떻든 시조의 거인의 사용권은 엘런이 지니고 있으니까."라는 가설을 내놓는다.
《118화: 유인 작전(騙し討ち)》에서 오니안코폰이 감옥 문을 열어주고 마레군이 비행선으로 공격해왔다며 다같이 엘런을 원호하자고 한다. 이에 코니가 배신자 주제에 따를 것 같냐고 분노하자 오니안코폰은 자신은 아무것도 몰랐다며 항변하고, 아르민은 오니안코폰이 지크의 사상과는 반대되는 자세를 보여줘왔다며 이를 믿어준다. 그리고 장의 힌트와 옐레나와 지크의 진의를 토대로 엘런의 진의를 추리하게 된 아르민이 "엘런은 지크의 안락사 계획에 동의하지 않으며 단지 본인만의 독자적인 계획을 수월하게 하기 위해 최대한 동조자처럼 보이려고 연기하는 중이다. 지크의 진의야 내용이 어떻든 시조의 거인의 사용권은 엘런이 지니고 있으니까."라는 가설을 내놓는다. 또한 엘런이 미카사에게 아커만 가문의 진실을 알려주면서 노예, 가축이라고 말한 것에 대해서도 미카사가 자주 두통을 호소한 걸 예전부터 알고 있는 엘런이 의도적으로 짜맞춘 거짓말이라고 말하며 미카사를 위로한다.
또한 엘런이 미카사에게 아커만 가문의 진실을 알려주면서 노예, 가축이라고 말한 것에 대해서도 미카사가 자주 두통을 호소한 걸 예전부터 알고 있는 엘런이 의도적으로 짜맞춘 거짓말이라고 말하며 미카사를 위로한다.
이후 입체기동장치를 장착하고 옐레나와 만나게 되는데, 리바이가 지크에게 패배했을 것이라는 옐레나의 말에 과장스러운 어투로 "유감이지만 세계를 구하기 위해서는 어쩔 수 없다, 우리도 예거파를 도와 지크와 엘런의 접촉을 지원하자."는 말을 한다. 이에 옐레나가 매우 험악한 표정으로 아르민을 쳐다보더니 표정이 풀리며 엘런과 지크를 도와달라고 하고 아르민은 입체기동장치를 타고 날아간다.
《119화: 형과 동생(兄と弟)》에서 픽시스의 말에 따라 마레병의 배후를 잡으러 움직인다. 이후 차력 거인과 교전을 벌인다.
《122화: 2천 년 전의 너로부터(二千年前の君から)》에서 차력 거인과 교전을 계속하다가 벽이 무너지는 것을 보고 당황한다.
《123화: 섬의 악마(島の悪魔達)》에서 땅울림이 발동하자 미카사에게 엘런이 시조를 장악했으며 이대로 마레에 모여있는 연합군을 짓밟을 것이라고 말하며 엘런은 우리 편이라고 말한다. 그러나 시간시나 구 외벽 뿐만 아니라 월 마리아의 벽까지 붕괴되자 연합군만을 짓밟을 생각이었다면 시간시나 구 외벽의 거인들만으로 충분할 것이라며 당황한다. 이 때 전 세계의 유미르의 백성들과 함께 길로 소환되어 엘런의 진정한 목적이 파라디 섬을 제외한 전 세계의 멸망이라는 것을 듣게 된다.
《124화: 빙해(氷解)》에서 장, 코니와 합류한다. 땅울림은 벽 밖 인류가 초래한 결과고 우리는 어떻게 할 수 없었다는 장의 말에 그래도 이건 지나치다며 전대미문의 대학살이라고 말한다. 장과 코니는 포르코로부터 턱 거인을 계승한 팔코를 생포하고 있었는데, 거인이 된 자신의 엄마에게 팔코를 먹일 것이라 말하는 코니에게 아르민은 전사 후보생이자 마레 전사대의 동생 꼴이 되는 팔코를 죽이면 라이너나 차력 거인과 새로운 다툼을 낳게 된다며 반대한다. 이에 코니는 너도 베르톨트를 먹고 되살아났지 않느냐며 엄마를 되살리는 걸 막지 말라고 말하고 팔코를 들고 도망친다.
장의 말에 따라 코니보다는 먼저 무지성 거인들을 처리하는 것을 우선시해, 뇌창으로 거인들을 토벌한다. 이 때 거인이 된 픽시스를 아르민이 처치한다. 이후 사샤의 아버지에게 부름을 받아 가비를 만나게 되고, 팔코를 돌려받고 싶다는 가비에게 팔코가 코니에게 납치됐다는 것을 알려준다. 이 때 가비에게 벽의 붕괴와 동시에 갑옷 거인의 경질화가 해제되었다는 말을 듣고 애니가 깨어났음을 직감한다.
《125화: 저녁놀(夕焼け)》에서 코니를 설득하기 위해 라가코 마을로 갈 준비를 한다. 라이너나 차력 거인과의 다툼을 막기 위해서는 가비의 신용을 얻을 필요가 있다는 것. 나는 어떻게 하면 좋겠냐는 미카사의 말에 조금은 알아서 생각하라고 말하고, 엘런을 어떻게 할거냐는 말에는 미카사가 답답했는지 화내며 1. 한지와 병장의 생사 불명 2. 프록 일파가 총구를 겨눌지도 모름 3. 애니가 부활했을지도 모름 4. 병단 지휘계통의 무질서 5. 히스토리아, 의용병, 아즈마비토, 니콜로의 입장도 위험해짐 등의 여러 안좋은 상황들을 설명하며 이제 어쩔 방법이 없는 엘런은 생각할 여유가 없다고 말한다. 하지만 곧 화풀이를 한 것에 대해 사과하고 역시 살아남아야 했던 건 내가 아니라 에르빈 단장이었다고 말한다.
《126화: 긍지(矜持)》에서 가비와 함께 코니를 뒤쫒아간다. 결국 라가코 마을에서 코니와 만나게 되는데, 거인에게 팔코를 먹이려는 코니를 막기 위해 아르민은 자신이 대신 먹히려 거인에게 뛰어든다. 이에 코니는 팔코를 놓고 아르민을 구출한다. 그 뒤 코니와 대화를 하게 되는데, 코니에게 곤란한 사람들을 구하러 가자는 이야기를 듣는다. 즉 땅울림을 막으러 가겠다는 것. 이후 거리에서 식사 도중에 파이를 허겁지겁 먹고 있는 애니를 만나게 된다. 그리고 미카사와도 합류해 마차로 도시를 빠져나가고, 민가에서 잠들어있던 라이너를 만난다.
《127화: 종말의 밤(終末の夜)》에서 마가트, 피크, 한지, 리바이, 장, 오니안코폰, 옐레나와도 합류한다. 이후 일행과 함께 아즈마비토가 소유한 비행정을 사용하기 위해 항구로 간다. 그러나 항구는 이미 프록을 위시로 한 예거파에게 점거되어 있었다.
《128화: 배신자(裏切り者)》에서 마가트에게 자신이 비열한 마레인임을 직시하지 못했다며 사과를 받고, 그럼에도 불구하고 이 어리석은 역사를 후세에 전할 책임이 있다며 자신들이 예거파를 공격하는 행위를 눈감아주지 않겠냐는 말을 듣는다. 이에 아르민은 손도 더럽히지 않고 올바르게 있을 수는 없다며 뜻을 함께할 것을 알린다. 물론 피를 흘리지 않는 방향으로 작전을 전개해 코니와 함께 말을 타고 항구로 달려가 프록에게 갑옷과 차력이 바다로 헤엄쳐 도망갔다며 지금 당장 비행정이 필요하다고 거짓말을 친다. 비행정 쪽으로 가자 다즈와 사무엘이 이들을 막아선다. 사무엘이 너희들이 땅울림을 막으려 하는게 아니냐는 의혹이 있다고 하자 급히 부정하고, 이 말을 믿은 다즈는 비행정에 있던 폭탄의 기폭장치를 해제한다.
이렇게 작전이 성공하는듯 보였으나, 수상함을 느낀 프록이 아즈마비토의 정비사들을 제거하려 하자 키요미가 이를 막아서고, 총성이 들리자 아르민은 작전이 실패했음을 깨닫는다. 미카사가 건물 안으로 난입해 키요미와 정비사들을 구출하고, 이에 프록이 입체기동장치로 건물 밖으로 나가 배신자들을 죽이라고 선포한다. 이에 다즈는 비행정을 폭파하려 하고 아르민이 그만두라며 다가서자 사무엘이 총으로 아르민의 턱, 가슴, 배를 쏜다. 이후 아르민은 다즈와, 코니는 사무엘과 뒤엉켜 대립하다 결국 코니가 다즈와 사무엘을 총으로 쏴 죽이고 만다.
《129화: 회고(懐古)》에서 다즈와 사무엘이 죽은 것에 대해 비통한 표정을 짓는다. 이후 코니의 부축을 받고 배로 옮겨진다.
《131화: 땅울림(地鳴らし)》에서는 길에서 엘런과 만난다. 이후 애니와 단 둘이서 대화를 하게 되는데, 애니는 아르민에게 몇 년이나 나에게 말을 걸어줘서 고맙다며 왜 맞장구도 안 쳐주는 바위 상대로 이야기를 한거냐고 묻는다. 이에 아르민은 홍조를 띄며 애니를 보고 싶어서라고 말하며 사실상 고백을 하고, 애니도 부끄러워하며 홍조를 띄운다. 그 뒤 애니가 너는 좋은 사람이라 나같은 적에게도 말을 걸어주고, 엘런과의 대화도 포기하지 않는 거라고 하면서 자리를 뜨려하자 붙잡는다. 그리고 전에도 말했지만 좋은 사람이라고 말하는게 역시 싫다며 자신도 수많은 사람들을 죽이고 동료를 배신한 괴물이라고 평한다. 그리고 미지의 세계는 엘런과 꿈꿨던 세계와는 많이 달랐지만 아직 우리가 모르는 벽의 저편이 있을 것이라 믿고 싶다고 말한다.
《132화: 자유의 날개(自由の翼)》에서 비행정에 달린 폭약을 비행정에 싣자고 제안한다. 이후 배를 타고 떠나는 애니를 아련한 표정으로 배웅하고, 일행들에게 위로의 말을 듣는다. 이렇게 순조롭게 비행정의 준비가 완료되는 듯 했으나, 배에 달라붙어 온 프록이 쏜 총에 의해 연료 탱크에 구멍이 나고, 바로 그 순간 땅울림이 가까이 오는 소리를 듣게 된다. 아르민은 연료 탱크의 용접까지 시간을 벌기 위해 자신이 남겠다고 하지만 라이너가 엘런을 막을 수단은 너밖에 없다며 자신이 남는다고 한다. 그러나 한지가 거인의 힘은 더 이상 소모해선 안된다고 하고, 모두를 이끌어오고 수많은 동료들을 죽인 책임을 지겠다고 말하며 아르민을 15대 조사병단 단장으로 임명한다. 이후 한지의 희생에 의해 비행정은 무사히 비행하는데 성공하고, 불타 죽는 한지의 모습을 보며 눈물을 흘린다.
《133화: 죄인들(罪人達)》에서 일행들과 땅울림을 막을 작전을 계획한다. 이 때 리바이는 엘런이 지크를 통해 시조의 거인을 지배했으니 지크를 죽이면 땅울림을 멈출 수 있는게 아니냐고 추측하고, 아르민도 그럴 지도 모른다고 동의한다. 이후 아르민은 엘런이 시조의 힘을 사용해 아르민 일행을 막지 않고 내버려두는 것에 대해서 의문을 품게 되는데 그 순간 다른 일행들과 함께 길로 소환된다. 지금이라면 아직 불가침조약을 맺어 끝낼 수 있다며 엘런을 설득하려 하지만 엘런은 땅울림을 멈추지 않을 것이라고 단언한다. 그럼에도 시조의 힘을 써서 아르민 일행을 막지 않는 이유는 그들에게도 세계를 지킬 자유가 있기 때문이며 진정 땅울림을 막고 싶다면 자신을 죽이라고 선포한다. 이로서 엘런과의 상잔은 피할 수 없게 되었다.
《134화: 절망의 끝에서(絶望の淵にて)》에서 마침내 시조의 거인에게 도착한다. 자신들을 공격하는 짐승 거인을 발견하고 지크를 죽여 땅울림을 막는다는 작전을 다시 한 번 말한다. 그리고 비행정에서 내려 엘런의 이름을 외치며 짐승 거인에게 다다른다.
《135화: 천지전(天と地の戦い)》에서 공격해온 짐승 거인이 빈 껍데기라는 사실을 깨닫고, 엘런과 지크의 위치를 찾기 위해 일행에게 1분 뒤에 초대형 거인의 힘으로 여기를 날려버릴테니 떠나라고 말한다. 이후 아르민은 엘빈의 얼굴과 함께 '아무것도 버리지 못하는 사람은 아무것도 바꾼지 못한다'는 말을 떠올리고, 무언가 결심을 하게 된다. 그런데 그 순간 한 거인에게 기습을 당하게 되고, 거인의 혀로 입을 막혀 자해도 못하는 채로 입 안으로 끌려가게 된다. 점점 의식을 잃어가는 상황에서 역대 아홉 거인들을 소환해 일행들을 공격하는 이 저항은 시조 유미르의 의지임을 깨닫고, 시조 유미르는 무적이라며 어떻게 할 수도 없다고 절망한다. 그런 그의 앞에 눈물을 흘리는 베르톨트가 보인다.
《136화: 심장을 바쳐라(心臓を捧げよ)》에서 의식을 잃어버린 본인의 육체를 보고 울부짖는 모습으로 등장한다. 본인의 육체를 보며 옛날부터 자신이 싫었다고 악담을 퍼부으며 절망하지만, 곧 손에 모래가 잡히는 것을 깨닫는다. 그러다 본인이 죽지 않았다는 것을 깨닫고, 이곳이 꿈도 환상도 사후세계도 아닌 길이라는 것을 깨닫는다. 엘디아인들은 다들 길로 연결되어 있어서 자신이 거인의 입 안에 있음에도 다른 사람들의 상황을 알 수 있음을 깨닫고 이곳에서 뭔가를 할 수 있지 않을까 생각한다. 그러다가 길에서 모래놀이를 하고있는 지크를 만나게 된다.
《137화: 거인(巨人)》에서 지크에게 유기 생물의 기원, 유미르가 시조의 거인이 된 이유를 듣게 된다. 지크에게 동료들이 싸우고 있다며 좌표에서 나가는 방법에 대해 알려달라하지만 지크는 지는게 뭐가 어떻냐고, 종을 번식하는게 뭐가 중요하냐면서 협력을 거부한다. 그러나 지크에게 과거를 말하며 본인이 사는 이유는 엘런, 미카사와 놀기 위해서가 아닐까라며 특별할 것 없는 일상의 추억이라도 그것만으로도 살아갈 가치가 있다는 인간 찬가를 주장하고 나뭇잎과 지크가 가지고 놀던 공을 생성한다. 이를 들은 지크는 쿠사바와의 특별할 것 없는 일상을 떠올리고는 협력을 결심하고 지크가 깨운 베르톨트에게 힘과 기억을 뺏어서 미안하다하면서 힘을 빌려달라고 요청한다. 마침내 미카사의 도움으로 탈출에 성공하며 그리샤, 엘런 크루거, 톰 쿠사바, 베르톨트의 보호를 받으며 시조의 거인의 척추 위에서 거인화해 대폭발을 시전한다.

### 사상
작품 내에서 평화와 대화를 상징하는 인물로 적과도 대화를 나누려 하는 존재이다. 갑옷거인 구축 이후에도 압도적 정보 차이 때문에 어쩔 수 없는 선택을 했다고 아쉬워하는 모습을 보였으며, 거인화하려는 베르톨트 후버와 협상을 하였다. 또한 에렌 예거의 과거 회상에서 마레와 대화를 통해 평화를 이룰수는 없냐며 온건적 스텐스를 취하였다. 강경파로 돌아선 에렌 예거는 이런 아르민을 보고 나약하다며 비난하기도 했으나 진심으로 나온 말인지는 확실하지 못하다.
한편, 아르민은 극우적 성향이 있다며 크게 비판받기도 하는데, 그 이유란 초대형 거인 구축 작전때 보인 모습이 카미카제를 연상하게 한다는 것이었다. 또한 애니에서는 나오지 않은 14권의 대화에서 아르민이 쿠데타 성공을 위해 민중을 희생시켜야 한다고 발언하기도 했다. 이사야마 하지메 작가 본인의 논란과 더불어, 아르민은 에르빈 스미스, 도트 픽시스와 함께 크게 극우 논란을 지핀 캐릭터였다. 그러나 이런 비판은 이후 아르민이 평화를 중시하는 모습을 보이면서 점차 사라져가고 있다. 오히려 현재 아르민은 일본의 넷 우익에게 평화주의적이고 좌익적 캐릭터라며 비판받는다.

### 초대형 거인
초대형 거인의 계승자이다. 단 1화에서 나타났던 초대형과는 다른 인물로, 1화에서 초대형거인의 계승자였던 베르톨트 후버를 850년 시간시나구 전투 직후 먹고 계승한 것이다. 아르민 아를레르트는 거인화했을 때 키 60m로 상당한 파괴력을 지니게 된다. 정찰나온 적국 배를 궤멸시켰고 레벨리오 전투에서는 마레군의 해군을 초토화시킨 뒤 해안 도시들을 짓밟아 완전히 파괴하였다. 마레측 계산에 의하면 아르민의 활약으로 산산조각난 마레 해군이 재구축되는데 필요한 시간은 10년 이상이라고 한다.

## 대인관계
에렌 예거와 미카사 아커만과는 소꿉친구로 어릴 때부터 같이 놀았다. 아르민이 허약해서 동네 양아치들에게 맞는 것을 에렌과 미카사가 도와 주는 식이었기 때문에 일종의 열등감도 가지고 있다. 그러나 시리즈가 진행될수록 서로가 서로를 의지하는 모습을 보였기 때문에 아르민도 자신이 그들에게 꼭 필요한 존재임을 깨닫고 성장하였다. 그런데 112화 이후 에렌과 아르민의 관계도 급격히 틀어졌고, 친구 사이도 파탄나게 되었다.
장 키르슈타인, 코니 슈프링어, 사샤 블라우스 등 다른 동기와도 두루 친하게 지냈기 때문에, 인간관계가 원만한 편이었다. 친한 친구가 없었던 애니 레온하트, 베르톨트 후버와도 어느정도 친하게 지낸 것으로 추측된다. 유미르와의 관계는 나빴지만 이는 유미르의 성격상 문제였다. 이 점 때문에 동기들도 아르민의 제안을 귀담아 듣고 존중해주며 따른다. 시간시나 구 전투에서 이 점이 잘 나타났다. 레벨리오 전투 이후에는 사샤 블라우스의 시체를 보고 눈물을 흘리며 크게 슬퍼한다.

## 기타

### 이름 표기법 논란
진격의 거인 캐릭터의 영문 표기입니다. 하도 질문을 많이 받아서 답변해 드려요.「Eren Yeager」「Mikasa Ackerman」「Armin Arlert」「Levi」입니다.— 편집자 카와쿠보 신타로, 트위터에서 주인공들의 영문 표기명을 밝히며.

일본식인 アルミン アルレルト의 공식적인 영문 표기는 'Armin Arlert'이다. 'Armin Arlert'를 독일식으로 발음하면 아르민 아를레르트 혹은 아르민 아를레어트에 가깝다. 일본어 원문 역시 이 점을 살려 아루민 아루레루토로 표기하였다. 그러나 학산문학사의 공식 번역판에서는 에르빈 스미스(Erwin Smith), 에렌 예거(Eren Yeager)와 마찬가지로 번역가 설은미의 실수로 아를레르트를 알레르토로 표기하게 되었다.
애니플러스 역시 이 점을 받아들여 아르민 알레르토의 성을 '알레르토'로 표기하였다. 인터넷에 떠돌아다니는 불법 복제판 만화 및 애니메이션에서는 그대로 아를레르트라고 표기하는 경우가 많은데, 때문에 해적판이 공식 번역판보다 오역이 적다는 우스겟소리가 나오기도 한다.
28권까지 나온 현재까지도 설은미 번역가는 아르민 알레르토 표기를 고집하고 있다. 아르민 뿐 아니라 다른 캐릭터들의 이름도 달라지는 등 이름 표기 오류는 진격의 거인 번역의 큰 문제 중 하나로 설은미 번역가가 크게 비판 받는 이유이기도 하다.
1. ↑  https://twitter.com/ShingekiKyojin/status/342680156093169664